# Electronic Frontier Foundation
Electronic Frontier Foundation (EFF) er en organisation baseret i USA og med det erklærede mål at opretholde ytringsfriheden på Internettet i dagens digitale tidsalder. Dens hovedmål er at informere pressen, politikerne og offentligheden om civile rettigheder i forbindelse med teknologi og at agere som en forsvarer af disse rettigheder. EFF er en medlemsskabsorganisation som støttes af donationer, og er baseret i San Francisco med personale i Toronto, Ontario og Washington, D.C.